# Euxesta intrudens
Euxesta intrudens är en tvåvingeart som först beskrevs av Francis Walker 1858.
Euxesta intrudens ingår i släktet Euxesta och familjen fläckflugor. Inga underarter finns listade i Catalogue of Life.